# Składnik żywności
Składnik żywności – każda z substancji, jakie występują w środowisku spożywczym, a także inne składniki, celowo dodawane w procesie produkcyjnym (zgodne z dobrą praktyką produkcji żywności), obecne w końcowym produkcie nawet w postaci zmienionej. 